# Hydroptila oguranis
Hydroptila oguranis är en nattsländeart som beskrevs av Kobayashi 1974. Hydroptila oguranis ingår i släktet Hydroptila och familjen smånattsländor. Inga underarter finns listade i Catalogue of Life.